# Анаев, Аслан Хусейнович
Аслан Хусейнович Анаев (род. 15 апреля 1973) — российский дзюдоист и самбист, бронзовый (1996, 1998, 2000 годы) и серебряный (2004 год) призёр чемпионатов России по дзюдо, бронзовый призёр командного чемпионата Европы (1997 год) по дзюдо, мастер спорта России международного класса по дзюдо, серебряный призёр чемпионата России по самбо 2000 года. Живёт в Нальчике. Выступал в лёгкой весовой категории (до 71 кг). Его тренерами были В. С. Бегидов, Д. А. Иванов, С. И. Шогенов.
Завершил спортивную карьеру. Работает заместителем министра спорта Кабардино-Балкарии.

## Спортивные результаты
- Первенство России по дзюдо среди юниоров 1993 года — ;
- Чемпионат России по дзюдо 1996 года — ;
- Мемориал Мурада Казанбиева 1997 года, Махачкала — ;
- Чемпионат России по дзюдо 1998 года — ;
- Чемпионат России по дзюдо 2000 года — ;
- Чемпионат России по самбо 2000 года — ;
- Мемориал Магомеда Парчиева 2002 года, Назрань — ;
- Командный Кубок президента России 2002 года, Ростов-на-Дону — ;
- Чемпионат России по дзюдо 2004 года — ;